# Sturmgeschütz-Brigade 911
De Sturmgeschütz-Abteilung 911 / Sturmgeschütz-Brigade 911 / Heeres-Sturmgeschütz-Brigade 911 / Heeres-Sturmartillerie-Brigade 911 was tijdens de Tweede Wereldoorlog een Duitse Sturmgeschütz-eenheid van de Wehrmacht ter grootte van een afdeling, uitgerust met gemechaniseerd geschut. Deze eenheid was een zogenaamde Heerestruppe, d.w.z. niet direct toegewezen aan een divisie, maar ressorterend onder een hoger commando, zoals een legerkorps of leger.
Deze Sturmgeschütz-eenheid kwam in actie aan het oostfront gedurende zijn hele bestaan. De eenheid werd vernietigd in Moldavië, werd daarna heropgericht en werd uiteindelijk onderdeel van de Führer-Grenadier-Divisie.

## Krijgsgeschiedenis

### Sturmgeschütz-Abteilung 911
Sturmgeschütz-Abteilung 911 werd opgericht in Neiße op 25 januari 1943 en vervolgens in Jüterbog uitgerust met materieel. In maart 1943 werd de 1e Batterij plotseling weggehaald en naar Corsica/Sardinië overgeplaatst en moest vervangen worden door een nieuwe batterij. Medio maart werd de Abteilung dan verplaatst naar het oostfront, naar het gebied Charkov – Poltava. Hier werd de Abteilung gedurende een maand gedetacheerd aan de 11e Pantserdivisie. Tijdens Operatie Citadel in juli 1943 was de Abteilung onderdeel van de zuidelijke arm, als deel van het 48e Pantserkorps. Na het vastlopen van dit offensief volgden zware verliesgevende gevechten rond Graivoron in augustus en terugtocht naar de Dnjepr in september. Deze rivier werd overgestoken bij Tsjerkasy. Tot januari 1944 volgden nu gevechten bij Krivoj Rog en Kirovograd, o.a. toegevoegd aan de 11e Pantserdivisie en 2e Paradivisie.
Op 14 februari 1944 werd de Abteilung omgedoopt in Sturmgeschütz-Brigade 911.

### Sturmgeschütz-Brigade 911
De omdoping in Sturmgeschütz-Brigade betekende echter geen organisatorische verandering, de samenstelling bleef gelijk. Nu volgde een terugtocht door Oekraïne, naar Moldavië. Pas hier, in april 1944 bij Chisinau, separeerde de brigade van de 11e Pantserdivisie, met wie de brigade zolang schouder-aan-schouder gevochten had.
Op 10 juni 1944 werd de brigade omgedoopt in Heeres-Sturmgeschütz-Brigade 911.

### Heeres-Sturmgeschütz-Brigade 911
De omdoping betekende geen organisatorische verandering, opnieuw bleef de samenstelling bleef gelijk. Bij het begin van het Sovjet Iași-Chisinau-offensief kwam de brigade in de problemen en werd rond 27 augustus 1944 vernietigd in enkele pockets rond Tomai, alleen verzorgingseenheden bleven gespaard.

### Heeres-Sturmartillerie-Brigade 911
De brigade werd heropgericht (officieel) op 23 november 1944 bij Lohburg, bij Lüneburg en door de toevoeging van een  Begleit-Grenadier-Batterie werd het een Heeres-Sturmartillerie-Brigade. Op 16 december 1944 werd de brigade toegevoegd aan de Führer-Grenadier-Brigade in Cottbus en in deze combinatie kwam de brigade in actie in het Ardennenoffensief vanaf 22 december 1944. Hiervolgde een opmars vanuit Vianden richting Martelange en uiteindelijk terugtochtsgevechten bij Wiltz, die tot medio januari 1945 duurden. Daarna volgde transport terug naar Cottbus.

### Einde
De Sturmgeschütz-Brigade 911 werd op 26 januari 1945 officieel opgenomen in de nieuw gevormde Führer-Grenadier-Divisie. Daarmee was de brigade niet langer Heerestruppe.

## Samenstelling
- Staf
- 1e Batterij
- 2e Batterij
- 3e Batterij
- Begleit-Grenadier-Batterie, ofwel een compagnie begeleidingssoldaten, vanaf eind 1944

## Commandanten
| Rang                         | Naam                      | Begin           | Eind               |
| ---------------------------- | ------------------------- | --------------- | ------------------ |
| Oberstleutnant               | Georg Wilhelm             | 25 januari 1943 | 14 juli 1943 †     |
| Hauptmann                    | Rudolf (of Hermann) Voss  |                 | 6 augustus 1943 †  |
| Hauptmann                    | Sievert Beythien          |                 | 23 augustus 1943 † |
| Hauptmann                    | Erich Hoffmann            |                 | maart 1944         |
| Oberleutnant later Hauptmann | Hermann Schulte-Strathaus | mei 1944        | 20 augustus 1944   |
| Hauptmann                    | Richard Köhler            | augustus 1944   |                    |
| Hauptmann                    | Gottfried Tornau          | oktober 1944    | 26 januari 1945    |

Oberstleutnant Wilhelm bezweek aan zijn door het afslaan van een Sovjetaanval opgelopen verwondingen in Luftwaffen-Ortslazarett 2/VIII. Hauptmann Voss en Beythien sneuvelden beide kort na elkaar. Hauptmann Hoffmann raakte zwaar gewond. Hauptmann Schulte-Strathaus was op weg tussen zijn eenheden en verdween (MIA) toen de Sovjets aanvielen.